# Wellington da Silva de Souza
Wellington da Silva de Souza (nacido el 27 de mayo de 1987) es un exfutbolista brasileño que se desempeñaba como delantero.
Jugó para clubes como el Marília, Tokushima Vortis, Paraná, América y Remo.

## Trayectoria

### Clubes
| Club             | País          | Año         |
| ---------------- | ------------- | ----------- |
| Marília          | Brasil        | 2006 - 2008 |
| Gyeongnam FC     | Corea del Sur | 2008        |
| Tokushima Vortis | Japón         | 2008        |
| Paraná           | Brasil        | 2009        |
| América          | Brasil        | 2010        |
| Remo             | Brasil        | 2011        |
| Anápolis         | Brasil        | 2011        |
| Oeste            | Brasil        | 2012        |